# Pazin
Pazin (em italiano:  Pisino; em alemão:  Mitterburg) é uma cidade da Croácia, sede do condado da Ístria. Tem 134,87 km² de área e sua população em 2011 foi estimada em 8.638 habitantes.